# Prefectura Akita
Prefectura Akita (秋田県 Akita-ken?) este o prefectură în Japonia. Capitala prefecturii este orașul Akita.

## Geografie

Harta prefecturii Akita

### Municipii
Prefectura cuprinde 13 localități cu statut de municipiu (市):
| - Akita (capital) - Daisen - Katagami - Kazuno | - Kitaakita - Nikaho - Noshiro | - Oga - Ōdate - Semboku | - Yokote - Yurihonjō - Yuzawa |

1. ↑   (PDF), Geospatial Information Authority of Japan[*], p. 16 https://www.gsi.go.jp/KOKUJYOHO/MENCHO/backnumber/GSI-menseki20210101.pdf Lipsește sau este vid: |title= (ajutor)